# Bahnhof Welver
Welver ist ein Haltepunkt (seit 1991) und ehemaliger Bahnhof in Welver im Kreis Soest. Er befindet sich an der Bahnstrecke Hamm–Soest; die früher hier abzweigende Strecke Welver–Dortmund Süd wurde 1968 stillgelegt und später abgebaut.

## Geschichte
Am 1. Oktober 1850 erhielt die Region mit der Eröffnung der Bahnstrecke Hamm–Soest–Paderborn–Warburg der Königlich-Westfälischen Eisenbahn-Gesellschaft einen Eisenbahn-Anschluss. Die Bahnstation zwischen Hamm und Soest erhielt den Namen „Welver“, obgleich die gesamten Anlagen in Meyericher Gemarkung lagen. Als Grund dafür wird vermutet, dass man entweder eine Verwechslung des Namens „Meyerich“ mit „Meiderich“ (Duisburg) vermeiden oder der überörtlichen Bedeutung des Namens „Welver“ (durch Kirchspiel und ehemaliges Kloster) Rechnung tragen wollte. 1880 wurde ein Bahnhof im benachbarten Borgeln eröffnet.
1876 wurde die Bahnstrecke Welver – Dortmund Süd – Sterkrade in Betrieb genommen. Damit wurde der Bahnhof zu einem Knotenpunkt und gewann auch für die umliegenden Gemeinden Bedeutung. Das Gebiet um den Bahnhof wurde neuer Siedlungsschwerpunkt, der die zwei Kilometer auseinanderliegenden Dörfer Kirchwelver und Meyerich im Laufe der folgenden Jahrzehnte enger aneinanderband.
Heute ist dieses Gebiet verkehrsmäßiges und wirtschaftliches Zentrum, der sogenannte „Zentralort“, während die genannten Dörfer in Randlagen liegen. Kurz danach wurde in dem neuen Ortsteil „am Bahnhof“ auch eine Poststelle eröffnet. Apotheke, Molkerei, Spar- und Darlehenskasse, Lebensmittelgeschäfte, Getreide- und Futtermittelhandel und Handwerksbetriebe siedelten sich in Bahnhofsnähe an. Auch die Gastwirtschaften profitierten. Reisende aus dem bahnfernen Umland kamen nach Welver, stellten ihre Gespanne in den Stallungen der Gasthöfe unter und stärkten sich vor der Weiterreise. Geschäftsreisende logierten hier bei ihren Verkaufsfahrten in die umliegenden Dörfer. Im Sommer kamen die Aufkäufer aus den Großstädten, die hier Obst kauften und es mit der Bahn in großen Körben an die Auftraggeber in den Industriezentren versandten. Im Haus Nr. 90 (heute Parkplatz / 1974 abgerissen) nahm der erste in Welver praktizierende Arzt Otto Köster seine Wohn- und Praxisräume. Sogar eine Kegelbahn war hier in diesem Neusiedlungsbereich schon vorzufinden (Gastwirtschaft Wilhelm Huffelmann im Haus Nr. 90a – später Friseur Bergmann). Die erste Bahnhofswirtschaft richtete Christian Wiemer um 1880 ein. Später eröffnete er dann die regional bekannte Buchenwald-Gastwirtschaft.

## Bedienung
Welver wird im Schienenpersonennahverkehr von der Linie RB89 (Ems-Börde-Bahn) bedient. Sie verkehrt in nordwestlicher Richtung über Hamm nach Münster sowie in südöstlicher Richtung nach Soest und Paderborn.
| Linie | Verlauf | Takt                                                                                        |
| ----- | --- | ------------------------------------------------------------------------------------------- |
| RB 89 | Ems-Börde-Bahn: Münster (Westf) Hbf – Münster-Hiltrup – Rinkerode – Drensteinfurt – Mersch (Westf) – Hamm-Bockum-Hövel – Hamm (Westf) Hbf – Welver – Borgeln – Soest – Bad Sassendorf – Lippstadt – Dedinghausen – Ehringhausen – Geseke – Salzkotten – Scharmede – Paderborn Hbf (– Altenbeken – Willebadessen – Warburg (Westf)) Stand: Fahrplanwechsel Dezember 2023 | 30 min 60 min (Münster–Hamm an Wochenenden/Feiertagen) eine Fahrt Sa/So (Paderborn–Warburg) |